# Integriertes Lernen
Der Begriff integriertes Lernen oder englisch Blended Learning bezeichnet eine Lernform, bei der die Vorteile von Präsenzveranstaltungen und E-Learning kombiniert werden sollen.

## Definition
Blended Learning oder Integriertes Lernen bezeichnet eine Lernform, die eine didaktisch sinnvolle Verknüpfung von traditionellen Präsenzveranstaltungen und modernen Formen von E-Learning anstrebt. Das Konzept verbindet die Effektivität und Flexibilität von elektronischen Lernformen mit den sozialen Aspekten der Face-to-Face-Kommunikation sowie ggf. dem praktischen Lernen von Tätigkeiten. Bei dieser Lernform werden verschiedene Lernmethoden, Medien sowie lerntheoretische Ausrichtungen miteinander kombiniert.
Blended Learning zielt als Lernorganisation darauf ab, durch die geeignete Kombination verschiedener Medien und Methoden deren Vorteile zu verstärken und die Nachteile zu minimieren. Besonders wichtig ist, dass die Präsenzphasen und Online-Phasen funktional aufeinander abgestimmt sind. Durch die vorurteilsfreie Nutzung des optimalen Mediums im jeweiligen Schritt des Lernprozesses stellt Blended Learning eine dezidiert universelle Lernorganisationsform dar.

### Sauter und Bender 2004
Eine zusammenfassende Definition für Blended Learning aus dem Jahr 2004 lautet:

„Blended Learning ist ein integriertes Lernkonzept, das die heute verfügbaren Möglichkeiten der Vernetzung über Internet oder Intranet in Verbindung mit ‚klassischen‘ Lernmethoden und -medien in einem sinnvollen Lernarrangement optimal nutzt. Es ermöglicht Lernen, Kommunizieren, Informieren und Wissensmanagement, losgelöst von Ort und Zeit in Kombination mit Erfahrungsaustausch, Rollenspiel und persönlichen Begegnungen im klassischen Präsenztraining.“

### Europäische Kommission 2021
Ende 2021, zu Beginn der „4. Welle“ der COVID-19-Pandemie in Deutschland, fasste die Europäische Kommission, vor allem für Personen, die von Schulschließungen betroffen waren, zusammen, was in einem weiteren Sinn unter „Blended Learning“ verstanden werden kann.
1. Man kann das Lernen von Gruppen Lernender an mehreren Standorten gleichzeitig (synchron) oder zeitversetzt (asynchron) organisieren, und zwar nicht nur auf dem Schulgelände und in den Haushalten Lernender, sondern auch durch Einbezug anderer Örtlichkeiten. Die Kommission nennt in diesem Zusammenhang öffentliche Bibliotheken, Museen und Galerien; Bauernhöfe, Fabriken und andere Arbeitsstätten; Parks, Wälder und Wasserstraßen; Krankenhäuser (als Aufenthaltsorte von kranken oder verletzten Schülern) sowie Sportstätten und Filmstudios (für Schüler, die für außerschulische Aktivitäten freigestellt sind). Alle außerschulischen Lernorte können synchron mit Lernenden im Lehrgebäude verbunden werden. Ein Vorbild für diese Methode sind die Live-Zuschaltung von Diskussionsteilnehmern in Talkshows und die Abspielung von Interviews in Fernsehnachrichten.
2. Verschiedene Lernmethoden und Medien können miteinander verknüpft werden. Dabei muss nicht notwendigerweise der angestammte Lernort verlassen werden. Analoge und digitale Medien können auch an diesem miteinander verbunden werden (z. B. in Form von Internetrecherchen im Rahmen des Präsenzunterrichts). Zu der zweiten Form des „Blended Learning“ gehört auch der Onlineunterricht als Distanzunterricht, wenn er mit Präsenzunterricht verknüpft ist. Befürworter des Onlineunterrichts, auch in Zeiten außerhalb angeordneter Schulschließungen, gehen selten so weit, dass sie einen Unterricht völlig ohne Phasen der Präsenz am Lehrort konzipieren. Auf Unterrichtsformen, in denen dauerhaft weitgehend auf physischen Kontakt mit anderen Lernenden verzichtet wird, beruhen der Hausunterricht und der Fernunterricht, die in Deutschland nicht als Formen des Distanzunterrichts gelten.

## Begriffsherkunft
Direkt übersetzt heißt Blended Learning „vermischtes Lernen“. Blend bezeichnet im Englischen wie bei der Herstellung von Kaffee, Whisky, Wein oder Tabak die Mischung (den „Verschnitt“) mehrerer Ausgangsbestandteile. Sie erfolgt zur Sicherstellung einer gleichbleibend hohen Qualität, die die der einzelnen Zutaten übertrifft.
Beim Blended Learning werden zwei Lernformen (Präsenzschulung und E-Learning) kombiniert und zu einer Einheit zusammengeführt. Es tritt also – bezogen auf reines E-Learning – ein neues Moment hinzu (nämlich die Präsenzphasen), so dass wie beim E-Learning eine Unterscheidung nicht mehr nur nach Computer Based Training (CBT) bzw. Web Based Training (WBT) getroffen werden kann, also nach der Verortung des Lernenden, sondern auch nach der Phasierung von Vermittlungs- oder Selbstlernsequenzen, genauer gesagt danach, ob sich eine Sequenz des Lernprozesses nach seiner Methodik jeweils als E-Learning oder als Präsenzveranstaltung definieren lässt. Bei einem reinen WBT-Teil im Blended-Learning-Angebot könnte deshalb besser nicht nur von „E-Learning-Phasen“, sondern von „Online-Phasen“ gesprochen werden.
Aus traditionellen Lernformen wie der Präsenzveranstaltung und Online-Lernformen wird ein gemeinsames Curriculum (ein Lehrplan) aufgestellt, wobei die Phasierung der Lernphasen sowohl in didaktischer als auch methodischer Hinsicht von Bedeutung ist.
Integriertes Lernen als Art der Wissensverarbeitung ist begrifflich im Sinne von „zusammenführend“ bzw. „verbindend“ gemeint. Damit wird betont, dass Wissen nie für sich steht, sondern Wissen erst durch seine Integration tieferen Wert erhält.

## Geschichte und aktueller Stand
Die Entwicklung von Blended Learning ist eng mit der Entwicklung von E-Learning verknüpft.
Bereits bei computerbasierten Trainingsanwendungen der 1980er Jahre war gelegentlich eine einführende Präsenzveranstaltung oder eine abschließende Prüfung im Präsenzverfahren Bestandteil des Gesamtkonzepts. Dies gilt auch für zahlreiche Fernstudiengänge auf der Basis von Teleteaching.
Mit dem Aufkommen der Autorensysteme im E-Learning und deren Weiterentwicklung zu Lernplattformen (Learning-Management-Systeme, Learning-Content-Management-Systeme) traten die Schulung von Autoren und die Ausbildung der E-Learning-Tutoren in Form von Blended Learning hinzu. Bei der reinen Wissensvermittlung selbst können moderne E-Learning-Systeme, die über Dialognetzwerke und nicht-lineare Prozesspfade (Exkurse, Vertiefungen, individualisierte Analysen von Lernkontrollen) verfügen, weitgehend auf Präsenzkomponenten verzichten (geschlossene E-Learning-Systeme). Ergänzende tutorielle Betreuung ermöglicht zusätzliche Hilfestellung bei Fragen und Problemen und beugt sozialer Isolation vor.
Stärken von Blended Learning liegen in der optimalen Ausgestaltung der Vorbereitungsphase und der Nachbereitungsphase von Lernprozessen. Handke und Schäfer schließen aus verschiedenen Untersuchungen, „dass Blended Learning effektiver und angenehmer für Lernende ist als entweder Präsenz- oder Online-Lehre allein.“ Allerdings weist Kerres darauf hin, dass sich viele Vorteile erst durch eine geschickte Kombinationen des Medieneinsatzes in Lernangebote erreichen lassen.
Sichert die Vorbereitung von Präsenzveranstaltungen per E-Learning gleichartige Grundkenntnisse der Teilnehmer, so sichert die elektronische Nachbereitung per E-Learning den Lerntransfer, den klassische Präsenzveranstaltungen nicht leisten können.
Zur Vorbereitung von E-Learning hat sich insbesondere im Falle von kooperativen, sozialen Lernformen (Computer-Supported Cooperative Learning) ein vorgeschaltetes Präsenztreffen der Teilnehmer und des Veranstalters bewährt. Derartige Präsenzseminare fördern die Bildung von Lerngemeinschaften und helfen, Vertrauen in Lernangebot und die beteiligten Personen aufzubauen.
Zur Vermittlung praktischer Fähigkeiten, wie zum Beispiel bei der Führerscheinprüfung, der Aus- und Fortbildung von Ersthelfern, bei der Weiterbildung im Arbeitsleben oder im Sport wird vor der praktischen Einübung im Rahmen einer Präsenzschulung das Erlernen der theoretischen Grundlagen (Wissensvermittlung) durch E-Learning-Methoden unterstützt. Es gelingt trotz aufwändiger Simulationstechniken noch nicht, Präsenzschulungen z. B. im Rahmen der Pilotenausbildung vollständig durch elektronische Lernformen zu ersetzen. Beim Erlernen praktischer Fertigkeiten sind dem reinen E-Learning Grenzen gesetzt, während sich Blended Learning als intelligenter Mix aus E-Learning und Präsenzveranstaltung anbietet.

## Methoden-, Medien- und Theorienmix desBlended Learning
Blended Learning integriert als universelle Lernorganisation alle methodischen, mediendidaktischen und medienpädagogischen sowie lerntheoretischen Ausrichtungen.
“People are not single-method learners! We are, as a species, blended learners” (deutsch: „Menschen lernen nicht nach nur jeweils einer Methode! Wir sind, als Spezies, integrierte Lerner“), meint Elliott Masie hierzu.
Folgende Kombinationen können beim Blended Learning zur Anwendung kommen:

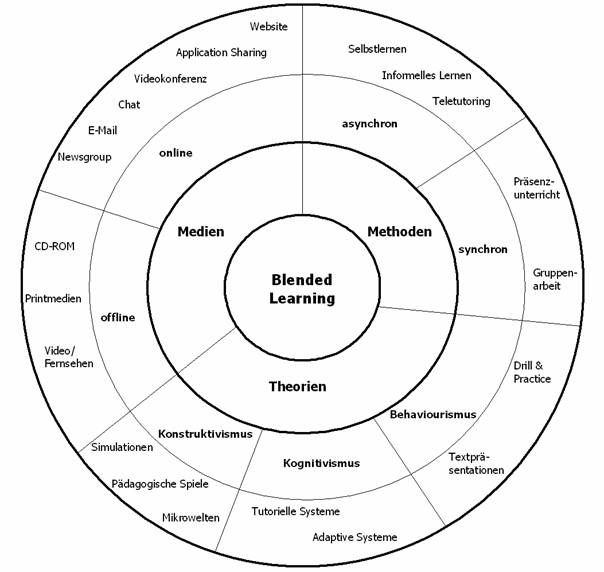
Quelle: Claudia Wiepcke, 2006, S. 69

## Vergleich der Lehr- und Lernformen
Blended Learning kombiniert die Vorteile von Präsenzveranstaltungen und E-Learning so miteinander, dass die jeweiligen Vorteile verstärkt und die Nachteile kompensiert werden.

### Präsenzveranstaltung
Vorteile:
- Teilnehmer nehmen sozialen Kontakt auf, bilden eine Gruppe, das soziale Geschehen steht im Mittelpunkt.
- Dozenten und Teilnehmer lernen sich kennen, Teilnehmer können Präferenzen füreinander entwickeln.
- Dozent kann auf Verständnisschwierigkeiten und auf Anregungen unmittelbar reagieren.
- Dozent kann das kommende Online-Kursgeschehen besser planen und damit Finetuning vornehmen. Damit können die Bedürfnisse und tatsächlichen Interessen der Teilnehmer besser berücksichtigt werden.
- Die Kommunikation ist ganzheitlich.
- Die Teilnehmer unterstützen sich beim Lernen gegenseitig.
- Es können jederzeit weiterbringende Diskussionen entstehen.

Nachteile:
- Alle Personen müssen zur gleichen Zeit am gleichen Ort sein.
- Alle Teilnehmer sollten gleiches relevantes Vorwissen haben, damit der allgemeine Lernfortschritt nicht behindert wird.
- Das Lerntempo ist nicht individualisierbar.

### E-Learning/Selbstlernen oder gruppenbasiertes Onlinelernen
Vorteile:
- Teilnehmer lernen, wie und wo es ihnen passt. Sie setzen inhaltliche Schwerpunkte und holen damit das Optimum für sich heraus.
- Es wird zeit- und ortsunabhängig gelernt.
- Teilnehmer bestimmen ihr Lerntempo selbst.
- Der Lernstoff ist gut aufbereitet, Methodik/Didaktik sind sehr flexibel.
- Der Einsatz unterschiedlicher Medien (Bild, Video, Ton, Animation, Text) und unterschiedlicher Aufgabenstellungen (Praxisnähe, theoretischer Zugang, Spiele, Gruppenarbeiten, Einzelarbeiten, …) spricht unterschiedliche Lerntypen an.
- Je nach Plattform ist eine einfache, individuelle und motivierende Betreuung der einzelnen Teilnehmenden möglich; so können auch Missdeutungen ausgeschlossen werden.

Nachteile:
- Keine soziale Bindung zu weiteren Teilnehmenden, wenn keine e-Moderation eingesetzt wird.
- Mögliche Missdeutungen von Inhalten bleiben unbemerkt, wenn Fachtutoren nicht ausreichend ansprechbar sind.
- Hohe Selbstlernkompetenz ist erforderlich, wenn keine individuelle Betreuung durch e-Facilitation.
- Teilnehmer können der Kursleitung leicht „abhanden“ kommen, wenn keine Betreuung erfolgt.
- Teilnehmer ziehen sich zurück aus der Lerngruppe, wenn besonders auffällige und dominante Teilnehmer die Gruppe beherrschen.

Die Entscheidung für die Ausprägung von Blended Learning sollte durch eine mediendidaktische Konzeption bestimmt werden, die die Parameter des didaktischen Feldes (Zielgruppe, Lehrinhalte, Lehr- und Lernziele, Lernsituation etc.) berücksichtigt. Dabei sollte die eigene Präferenz als Lehrer nicht außer Acht gelassen werden: „Nicht jede/r eignet sich zum Online-Kursautor oder Online-Tutor“. Ein entsprechendes Training ist sinnvoll.
Ein typisches Beispiel für die Anwendung von Blended Learning sind die regelmäßigen Unterweisungen von Mitarbeitern zu Arbeitssicherheitsthemen. Da dem Großteil der Teilnehmer der überwiegende Inhalt der wiederkehrenden Schulungen bekannt ist, ermöglichen E-Learning-Module ein individuelles Lerntempo. Gleichzeitig bieten integrierte Lernerfolgskontrollen die Möglichkeit, häufige Fehlerquellen aufzuspüren und gezielt die Kenntnisse und Fertigkeiten durch Präsenzschulungen zu vertiefen. Die Berufsgenossenschaften haben darüber hinaus Regeln für die Unterweisung mit elektronischen Hilfsmitteln festgelegt. Nicht alle Unterweisungsthemen eignen sich für reines E-Learning. Insbesondere bei der Vermittlung praktischer Fähigkeiten (z. B. Umgang mit Gefahrstoffen, Bedienung von Kran und Hebezeugen, Umgang mit Gabelstaplern) führt erst das Blended-Learning-Konzept mit Präsenzschulung zum gewünschten Lernziel.

## Qualität
Die Qualität eines hochwertigen Blended-Learning-Angebotes zeichnet sich aus durch
- ein durchgängiges, über alle Phasen des Lernprozesses gehendes Curriculum
- eine Wahl des Mediums (s. Publikationsform), welches die Stärken der jeweiligen Phase voll zur Geltung bringt
- ein Programm, das den Lernenden möglichst viel Freiraum einräumt (Lerntempo, Lernstil, Eingangskanäle, soziale Bindung, Module usw.)
- eine Didaktik, die dem Spaß am Lernen Priorität einräumt

## Kritik
Begriffsbezogene Kritik: Blended Learning wurde oft als Modebegriff abgelehnt, alternative Begriffe wie „hybride Lernarrangements“ oder „internetgestützte Lehre“ fanden allerdings bislang keine breitere Verwendung.
Inhaltliche Kritik: Insbesondere wird kritisiert, dass die schlichte Kombination (blend) von Elementen nicht die erhofften Erfolge mit sich bringt, wenn sie die oben genannten Qualitätskriterien nicht erfüllt.
In der Entwicklung von Lehrkonzepten wird der Begriff Blended Learning häufig als Label verwendet, sobald sich in irgendeiner Form der neuen Medien bedient wird (Handke & Schäfer, 2012, S. 44; Kerres, 2018, S. 68).

## Anwendung im betrieblichen Umfeld
Der Aufbau von leistungsfähigen E-Learning-Systemen brachte hinsichtlich der breiten Anwendung noch nicht den erwarteten Durchbruch der neuen Technologie. Zunächst fehlten die neuen Applikationen, deren wirtschaftlicher Mehrwert gegenüber den herkömmlichen Lehrmethoden groß genug waren, um sich am Markt durchzusetzen. Dies ändert sich bei E-Learning mit kundenspezifischen Anwendungen z. B. im Bereich des Trainings von Vertrieb und Mitarbeiterschaft (z. B. Good Manufacturing Practice). Bei Blended Learning erfolgt der Durchbruch bei praxisorientierten Schulungen von Arbeitsprozessen insbesondere in der Prozessindustrie sowie bei Unterweisungen des Betriebspersonals u. a. zum Arbeitsschutz im Rahmen von Regelwerksanforderungen.

## Anwendung in der Schule
Im Schulunterricht wird Blended Learning im deutschsprachigen Raum unter anderem im Rahmen von Pilotprojekten praktiziert, etwa am Gymnasium Neubeuern, einer Privatschule südlich von Rosenheim. Die Neunt- und Zehntklässler dieser Einrichtung entscheiden spätestens am Vorabend jedes Schultages, mit welchen Lernmodulen, die auf der schulinternen Lernplattform eingerichtet sind, sie sich beschäftigen wollen, und bearbeiten diese dann selbstständig. Die Lehrer geben nur die Inhalte vor, nicht aber, in welcher Reihenfolge und Intensität die Schüler sich damit beschäftigen. Kernstück vieler Module sind Lernvideos, die von der kostenpflichtigen Online-Plattform „Sofatutor“ stammen. Die Schüler können diese, ihrem individuellen Lerntempo entsprechend, beliebig häufig anschauen. Jede Schülergruppe wird von zwei Lehrkräften begleitet, die bei Verständnisfragen oder Motivationslöchern helfen. Für die Erledigung der Module werden Stichtermine gesetzt. Die Lehrer können jederzeit auf die Geräte aller Schüler zugreifen und mitlesen. In den nachfolgenden Unterrichtsstunden wird das Erlernte vertieft, geübt und praxisnah angewandt.
Des Weiteren wird im Rahmen des zweiten Bildungswegs ein Abitur-Online im Blended Learning Verfahren angeboten.

## Anwendungen im Hochschulbereich
Im Hochschulbereich wird Blended Learning häufig auch in Verbindung mit aktivierenden Lehrmethoden eingesetzt. Beispiel im Vorfeld von Präsenzveranstaltungen (insbesondere Vorlesungen) ist zum Beispiel die Praxis des Just-in-Time-Teaching, bei der die Studenten die Materialien online vorbereiten und die Präsenzveranstaltung den erkannten Schwierigkeiten angepasst wird; Blended Learning ist hier ein Mittel zur Umsetzung von Flipped Learning. Auch werden häufiger online Systeme eingesetzt, um am Ende einer Sequenz in Hausübungssystemen zusätzlich formatives Assessment angeboten wird.